# Хардман (окръг, Тексас)
Окръг Хардман (на английски: Hardeman County) е окръг в щата Тексас, Съединени американски щати. Площта му е 1805 km², а населението - 4724 души (2000). Административен център е град Куана.